# Panos Koulermos
Panos Koulermos (Famagosta, 1933 – Mendrisio, 26 settembre 1999) è stato un architetto italiano.

## Biografia
Panos Koulermos nasce a Famagosta, nell'isola di Cipro, nel 1933. Nel 1952, si trasferisce a Londra per frequentare la School of architecture and planning del Polytechnic of central London e nel 1957 si laurea elaborando il progetto di un'ambasciata greca a Londra sotto la guida di Douglas Stephen, per il quale lavora sino al 1962. È lo stesso Stephen a introdurlo al razionalismo italiano e in particolare all'opera di Giuseppe Terragni, che influenza non soltanto la tesi di laurea ma anche alcuni dei progetti sviluppati nei primi anni di attività. In questo periodo Koulermos si avvicina anche alle istanze del brutalismo inglese; grazie a Stephen entra in contatto con alcuni intellettuali di spicco del panorama architettonico inglese, tra cui Alan Colquhoun, Colin Rowe, James Stirling, Robert Maxwell e Kenneth Frampton. Insegna inoltre, come "fifth year tutor and critic", all'Architectural association, frequentata in quel momento da Cedric Price (1934-2003), oltre che da Ron Herron (1930-1994) e Warren Chalk (1927-1988) del gruppo Archigram. È Kenneth Frampton, che in quegli anni dirige la rivista "Architectural Design", a esortarlo alla pubblicazione di uno studio su Lingeri e Terragni, studio che Koulermos avvia non appena si trasferisce a Milano, nel 1962, e che lo impegna per circa un anno. Non appena giunto nel capoluogo lombardo, Koulermos si iscrive al corso di Urbanistica tecnica al Politecnico di Milano e lavora per un breve periodo presso gli studi di Vittoriano Viganò e di Paolo Chessa.
Tra il 1964 e il 1966 edifica, per conto dello studio Progeco (Progettazione generale coordinata), gli uffici milanesi della società Westfalia. In quegli stessi anni, sempre a Milano, conosce Empio Malara e Gianni Drago ed avvia con loro un duraturo sodalizio professionale che si traduce nella progettazione di una serie di opere situate nel territorio milanese, tra cui meritano di essere ricordati la scuola media di Garbagnate Milanese (1967-1972), l'asilo nido e il consultorio pediatrico in via Fratelli Induno a Milano (1978-1983), il centro di formazione professionale a Tradate (1978-1981).
Nel 1965 Koulermos si trasferisce ad Atene, dove apre uno studio insieme a Nikos Kalogeràs e Spyros Amourgis, portando a compimento alcune tra le opere più significative dell'architettura greca di quel periodo: il deposito di tabacco Papastratos ad Agrinion (1965-1968), le case per vacanza e il palazzo per appartamenti a Vouliagmeni (1966-1967 e 1970-1972), il terminal passeggeri dell'aeroporto di Alexandroupolis (1970-1976). Tuttavia l'attività dello studio si concentra soprattutto nella partecipazione ai principali concorsi promossi in Grecia in quel periodo. Si tratta di opere di un certo rilievo, per alcune delle quali - la biblioteca di Salonicco (1969), gli uffici per l'autorità portuale del Pireo (1970) e il quartier generale della Compagnia elettrica nazionale a Faliro (1971) - lo studio Kalogeràs-Koulermos-Amourgis attinge apertamente al repertorio dell'architettura "high-tech". In Grecia Koulermos si dedica anche all'attività didattica e di ricerca fondando il Wedag (Workshop of Environmental Design Athens Greece), un laboratorio internazionale di progettazione e ricerca che istituisce negli ultimi anni della sua permanenza in Grecia. Nel 1973 lascia Atene per trasferirsi a Los Angeles, dove gli viene offerta una cattedra come insegnante di ruolo alla University of Southern California. Non si tratta della prima esperienza didattica negli Stati Uniti, dove è già stato chiamato più volte come "visiting design critic". E non sarà neppure l'ultima, tenendo conto che, negli anni a seguire, diversi atenei gli offrono l'incarico di "visiting professor".
L'impegno e le energie dedicati all'insegnamento, tuttavia, finiscono per condizionare fortemente l'esercizio della professione. La casa di riposo Villa Scalabrini a Sun Valley (1974-1980) è la prima delle commesse americane portate a compimento, mentre molti dei lavori successivi, soprattutto progetti di architetture museali, frutto per lo più di ricerche o concorsi, sono destinati a rimanere sulla carta. Dal 1985 Koulermos avvia una feconda collaborazione con l'Università di Creta, occupandosi sia dell'ampliamento della vecchia sede che della costruzione degli edifici per il nuovo campus. Per la stessa istituzione realizza inoltre gli edifici del Centro di ricerca cretese e parte del complesso del Parco della scienza e della tecnica della Fondazione ellenica per la ricerca e la tecnologia. La collaborazione con l'Università di Creta si conclude nel 1994. A partire dai primi anni Ottanta Koulermos è inoltre "visiting professor" allo Iuav di Venezia e al Politecnico di Milano. Entrambe le città sono terreno di nuove sperimentazioni progettuali: a Venezia l'architetto elabora il progetto dell'Ostello per studenti della Fondazione Masieri (1980) e quello del Museo Guggenheim (1983), mentre a Milano partecipa, in collaborazione, al concorso per il nuovo Politecnico a Bovisa. Forte dell'esperienza didattica maturata negli anni, nel 1996 Koulermos viene chiamato a insegnare all'Accademia di architettura di Mendrisio, prendendo parte anche ai lavori della sua fondazione. Abbandona quindi gli Stati Uniti per trasferirsi a Lugano, dove muore improvvisamente tre anni dopo, il 26 settembre 1999.